# Coolidge, Texas
Coolidge là một thị trấn thuộc quận Limestone, tiểu bang Texas, Hoa Kỳ. Năm 2010, dân số của thị trấn này là 955 người.

## Dân số
- Dân số năm 2000: 848 người.
- Dân số năm 2010: 955 người.